# Eurina
Eurina is een vliegengeslacht uit de familie van de halmvliegen (Chloropidae).

## Soorten
- E. calva Egger, 1862
- E. ducalis A. Costa, 1885
- E. lurida Meigen, 1830
- E. nigrifrontata Becker, 1910
- E. triangularis Becker, 1903